# Fresh la Peufra
Fresh la Peufra ou Fresh, de son vrai nom Julien Aberi Moska, est un rappeur belge né à Liège le 15 janvier 1997.
Il est connu pour avoir remporté la première édition de Nouvelle École en 2022, adaptation francophone de Rhythm + Flow, émission diffusée sur Netflix. Son titre de la finale de l'émission, Chop, est single de diamant.

## Biographie

### Enfance et débuts
Julien Aberi Moska est né à Liège le 15 janvier 1997 d'une famille originaire de la République démocratique du Congo. Il grandit à Ans et commence à rapper à l'âge de 15 ans. Membre du collectif Iceberg Click, sa notoriété reste locale jusqu'en 2022.

### Carrière
Sélectionné pour participer à l'émission « Nouvelle École », le chanteur belge passe l'étape de sélection individuelle face à Shay avant de rater une partie de son couplet lors d'une épreuve de freestyle. Sauvé par le jury, il remporte ensuite son battle, réussit l’épreuve du clip sur le titre Drama Queen et se montre à l'aise en duo avec le rappeur Zola. Fresh La Peufra remporte la finale avec le titre Chop. Surnommé « L'Enfant des Bons Coins », il gagne à 25 ans les 100 000 euros et une grande visibilité.
À la suite de sa victoire, le nombre de suiveurs du rappeur sur les réseaux sociaux augmente fortement, son compte Instagram passe en quelques jours de 7 000 à 200 000 suiveurs et il crée et développe un compte TikTok. Son titre devient même une tendance sur TikTok. Fresh La Peufra signe avec l'entreprise Believe qui gère entre autres les carrières de Jul et PNL. Son titre Chop accumule les écoutes avec plus de 55 000 sur Spotify en Belgique et plus de 40 000 streams en France lors du jour de sa sortie.
Le 1er juillet, il sort son premier EP intitulé Bientôt à l'abri qui comprend les titres Chop et Drama Queen issus de l'émission. Quelques semaines plus tard, il est victime d'une usurpation d'identité, un sosie ayant réalisé un showcase en Espagne en se faisant passer pour lui.
En août, il est nommé citoyen d'honneur de la ville de Liège et diffuse un nouveau single avec le juré de La Nouvelle École Niska intitulé Allez dehors !,.
Le 28 octobre 2022, Fresh sort son premier album studio, À l'abri,.

## Distinctions
- Citoyen d'honneur de Liège (2022)[14]

## Discographie

### Singles
- 2019 - En bas
- 2022 - Friday
- 2022 - Drama Queen Or
- 2022 - Chop  Diamant
- 2022 - Allez dehors (feat. Niska)  Or
- 2022 - Merci
- 2023 - +32
- 2023 - FAM
- 2023 - Célèbre (feat. Frenetik)
- 2023 - PKS 1 (Ça pue sa mère)
- 2023 - PKS 2 (Misère misère)
- 2024 - Problem
- 2024 - Fumar Mata (feat. Gotti Maras)
- 2024 - Mauvais payeur (feat. Kaaris)
- 2024 - NAN

### Collaborations
- 2023 : Gotti Maras - Top Boy feat. Fresh la Peufra
- 2023 : Dj Quick - Glock feat. Fresh la Peufra
- 2024: Game Over - Fantôme feat. Fresh la Peufra
- 2024 : Good Nation - Appétit feat. Fresh la Peufra & Innoss'B
- 2024 : PeaceMaker - Loyal feat. Fresh la Peufra
- 2024 : DJ Flash - Vroum Vroum feat. Beendo Z & Fresh la Peufra
- 2024 : Gaëlle - Foutaise feat. Fresh la Peufra
- 2025 : Boub'z - Génération RP feat. Fresh la Peufra
- 2025 : Kim - C'est fini feat. Fresh la Peufra